# 프란시스 버겐

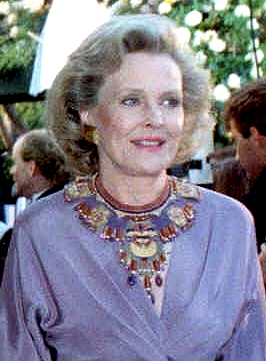

프랜시스 버건(Frances Bergen, 1922년 9월 14일 ~ 2006년 10월 2일)은 미국의 배우, 모델이다. 캔디스 버건의 어머니이다.
버밍햄에서 태어났으며 로스앤젤레스에서 사망하였다. 사인은 질병이다.

## 출연 작품

### 영화
- 타이타닉의 최후 (1953)
- 스팅 2 (1983, The Sting II)
- 이중 함정 (1983)
- 머펫, 뉴욕을 점령하다 (1984)
- 살의의 아침 (1986)
- 메이드 인 아메리카 (1993)

### 텔레비전
- 머피 브라운 (1990-98)